# Renault R-35
Renault R-35 (Char léger Modèle 1935 R) je bil francoski tank. 

## Zgodovina
Francija je po prvi svetovni vojni načrtovala zamenjavo FT-17. Prvi tank, ki je bil razvit z namenom, da zamenja tank FT-17, je bil tank Char D1. Vendar ta tank se je izkazal za neprimernega in predvsem predragega, za serijsko proizvodnjo. Bil je tudi pretežek, da bi bil ustrezna zamenjava za svojega predhodnika. Hotchkiss je leta 1933 ponudil tank Hotchkiss H-35, vendar so zaradi političnih razlogov naredili iz tega Plan 1933. Na ta natečaj se je prijavil tudi Renault, ker se je Renault prestrašil, da bi ga podjetje Hotchkiss nadomestilo in prevzelo posel, je podjeje začelo hiteti z razvojem novega prototipa. 20. decembra leta 1934 je Renault prvi predstavil svoj prototip z imenom Renault ZM. Tank je kasneje doživel nekatere spremembe. Dobil je novo kupolo ter nov oklep. V Nemčiji so se intezivno oboroževali, zato so tudi Francozi hiteli. Še pred zadnjim modelom so naročili 300 tankov. Prvi tank iz serijske proizvodnje je prišel 4. junija 1936. 
Čeprav je tank prišel kot zamenjava za tank FT-17, se do leta 1940 ni uvedel do konca, saj so v Franciji imeli probleme z izobraževanjem ustreznega kadra, zato so v enotah ostali tudi stari tanki. Do 10. maja 1940 je bilo v Franciji opremljenih 21 bataljonov z 45. tanki R-35. Ko je Francija izgubila proti Nemčiji, so tanke prevzele zmagovalne države. Zajete tanke so si razdelile države Nemčija, Italija in Bolgarija.
Pred drugo svetovno vojno so izvozili 245 tankov. Največ so jih izvozili v Turčijo (100). Tanke so izvozili tudi v Jugoslavijo (54), Poljsko (50) in v Romunijo (41).